# Engelska parken, Varberg

Engelska parken i Varberg är en park av engelsk typ, belägen vid Västra Vallgatan i stadens centrala del.
Från november 2009 och fram till hösten 2010 förnyades Engelska parken av gatuförvaltningen i Varbergs kommun till en kostnad av cirka 2 miljoner kronor. Parken gjordes öppnare, trettio träd avverkades och nya träd och buskar planterades. I parkens mitt anlades en liten damm med en bäck. Vattnet tas från en dold vattenpost, då ingen naturlig källa finns i parken. Dessutom fick parken ny belysning. Arbetet skulle egentligen ha varit klart till sommaren 2010 men försenades ett par månader på grund av det dåliga vädret under våren.
Den 6 juni 2012, på Sveriges nationaldag, invigdes skulpturgruppen Stilla rörelse av konstnären Maria Miesenberger, bestående av fyra figurer utplacerade på och kring pelare av betong, liksom i parkens träd.

## Bilder

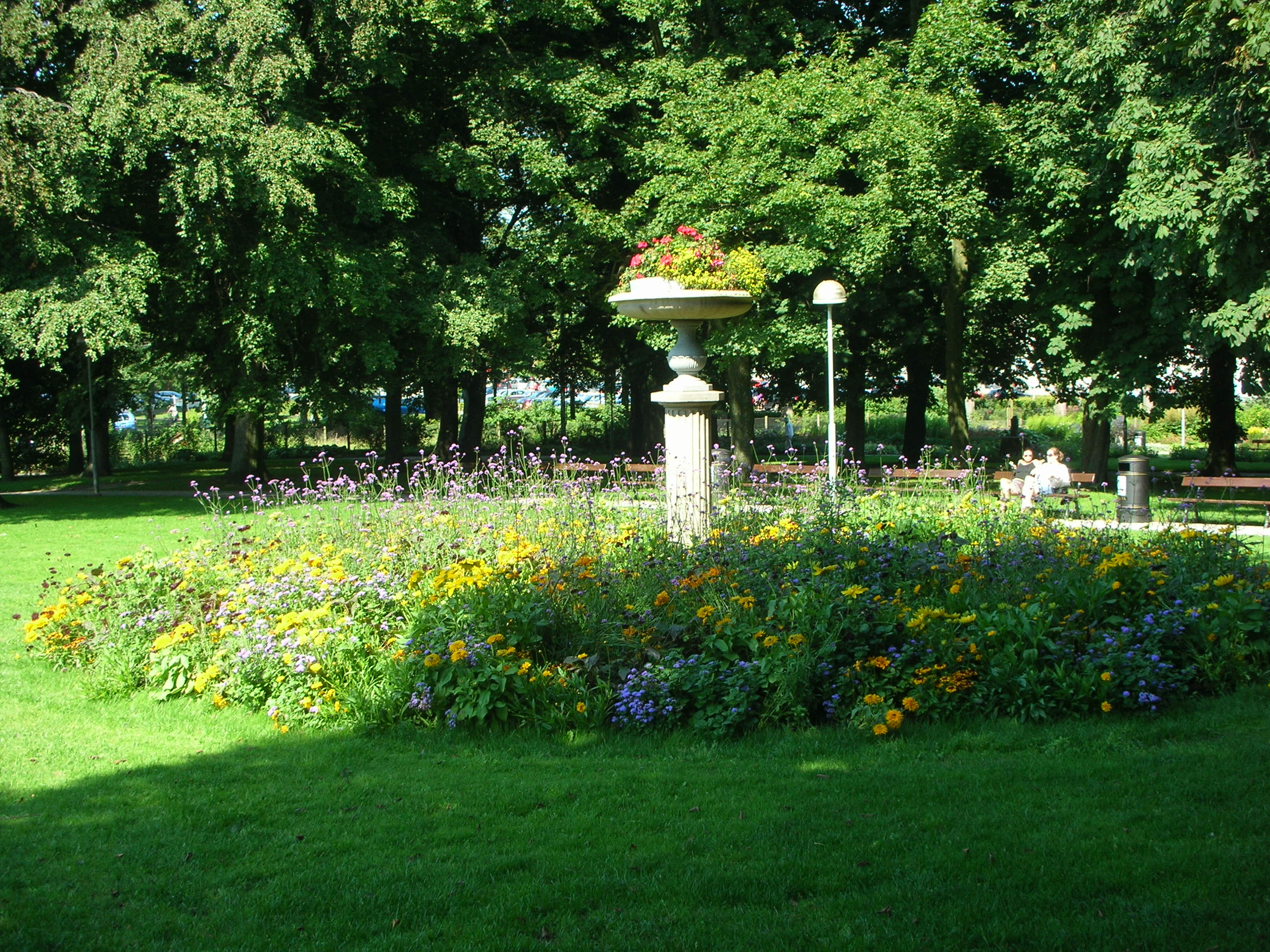
Engelska parken 2009.
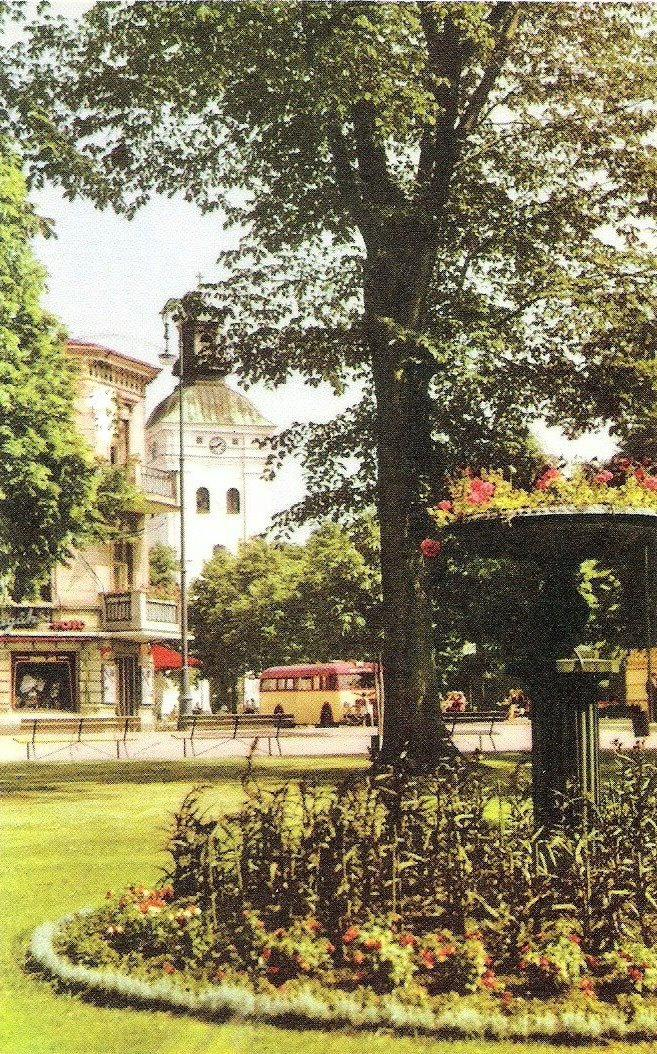
Engelska parken, 1960-talet.
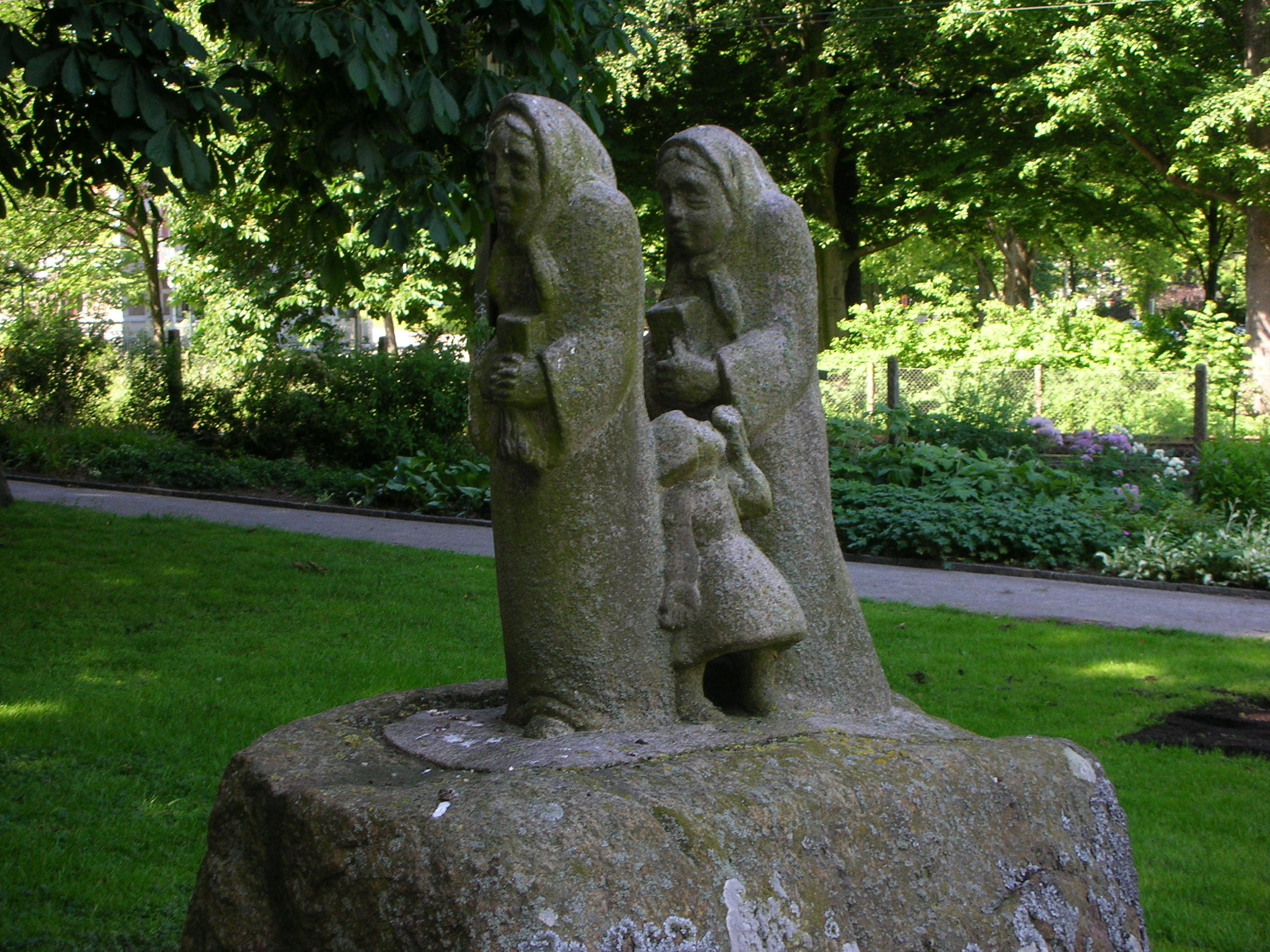
Skulpturen På kyrkstigen av Erik Nilsson.
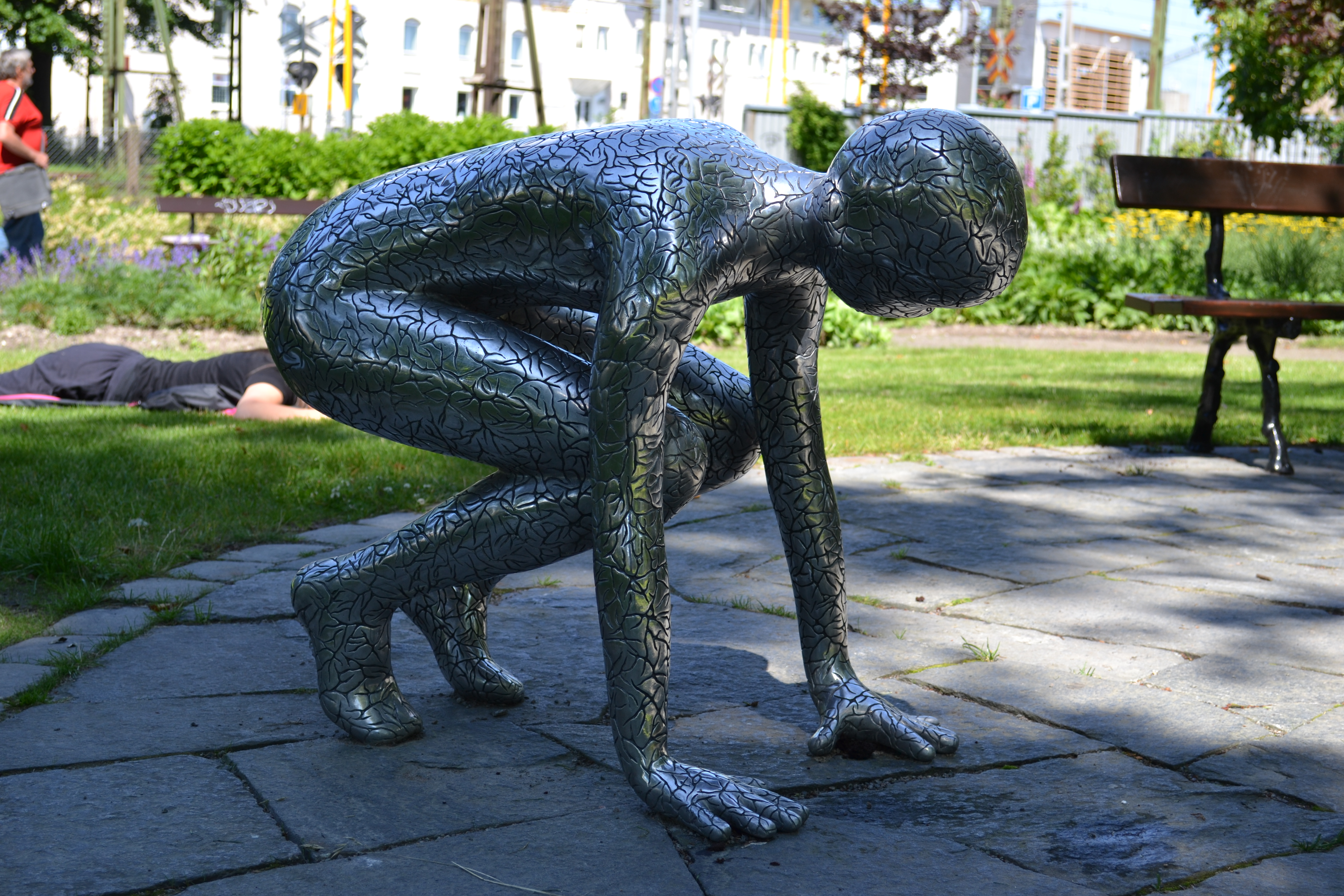
Stilla rörelse av Maria Miesenberger.